# Isshin Inudō

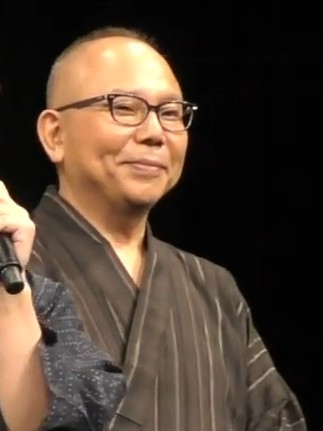
Isshin Inudō, 2019

Isshin Inudō (jap. 犬童 一心, Inudō Isshin; * 24. Juni 1960 in der Präfektur Tokio, Japan) ist ein japanischer Filmregisseur und Drehbuchautor.

## Biografie

### Frühe Karriere mit Kurz- und Werbefilmen
Bereits als Schüler drehte Inudō Filme. Nach Abschluss der Oberschule studierte er an der Tokio Zokei Daigaku. Als er sein Studium beendet hatte, drehte er für die Filmproduktionsfirma Prime Pictures Werbefilme. 1979 lief sein 30-minütiger Film Kibun wo kaete?, seine erste Veröffentlichung, im Wettbewerb des Pia Filmfestivals, das vielen jungen, japanischen Filmemachern als Einstieg in die Branche dient, und gewann auf diesem den Hauptpreis.
Akasuika ki suika, die Verfilmung einer Kurzgeschichte der japanischen Manga-Zeichnerin Yumiko Ōshima, und Midnight Drive-in Theater erschienen beide 1982. Danach wurde es eine Weile ruhig um dem Regisseur, bis 1993 sein 18 Minuten langer Anime-Kurzfilm Kingyo no isshō über das Leben eines Goldfisches erschien, der mit dem Kirin-Kunstpreis ausgezeichnet wurde. Im selben Jahr kam das 90-minütige Nanimokamo hyakukaimo iwaretakoto heraus, sein Spielfilm-Debüt, das unter anderem auf dem Sundance Film Festival gezeigt wurde. 1995 führte er Regie bei der im Dokumentarstil gedrehten Komödie Futari ga shabetteru. mit dem weiblichen Manzai-Duo Tonight in den Hauptrollen. Ein von ihm inszenierter Werbespot für VISA International wurde 1995 auf dem New York Advertisement Festival gezeigt.

### Erfolge im Mainstream-Kino und auf Filmfestivals
1999 schrieb er die Drehbücher zu Jun Ichikawas Osaka Monogatari und Hiroshi Sugawaras Dreammaker. Im folgenden Jahr führte er wieder selbst Regie, bei der Verfilmung eines weiteren Werkes von Yumiko Ōshima. Das Kinpatsu no Sōgen betitelte Drama mit Yusuke Iseya und Chizuru Ikewaki in den Hauptrollen handelt von einem Mann in seinen 80ern, der eines Tages aufwacht und sich wieder wie 20 fühlt. Daraufhin lässt er sich auf eine Beziehung mit einer 18-Jährigen ein. Der Film lief unter anderem auf der Berlinale und dem Tokyo International Film Festival und gewann auf dem Yūbari International Fantastic Film Festival in Japan den Hauptpreis. Gemeinsam mit Hiroshi Saitô und Akihiko Shiota verfasste Inudō nach einem Roman von Shinji Kajio das Drehbuch zum Fantasy-Film Yomigaeri, in dem ein Inspektor nach Aso geschickt wird, um herauszufinden, weshalb dort Tote wiederauferstehen und zu ihren Nahestehenden zurückkehren. Für diese Arbeit erhielt er bei der Verleihung der Japanese Academy Awards 2004 eine Nominierung in der Kategorie Bestes Drehbuch, konnte sich aber nicht gegen Tomomi Tsutsui (Ashura no gotoku) durchsetzen.
Im Dezember 2003 kam Joze to tora to sakana tachi (übersetzt etwa Josee, der Fisch und der Tiger) in die japanischen Kinos, bei dem Inudō als Regisseur mitwirkte. In dem Film geht es um den Studenten Tsuneo (gespielt von Satoshi Tsumabuki), der eines Tages die querschnittgelähmte Josee (dargestellt von Chizuru Ikewaki) kennenlernt und sich schließlich in sie verliebt. Das Romantikdrama nach Seiko Tanabe wurde vor allem in Darstellerkategorien bei japanischen Filmpreisen mehrfach ausgezeichnet. Es folgte Shinibana nach einem Roman von Ranzō Ōta, in dem eine Gruppe alter Männer nach dem Tod ihres Freundes dessen Plan, eine Bank auszurauben, ausführen möchten.
2005 war das bislang produktivste Jahr des Regisseurs; drei Kinofilme inszenierte er, darunter den Familienfilm Inu no eiga über einen Werbeagenten, den in seiner Kindheit eine tiefe Freundschaft mit einem Hund verband. Mezon do Himiko, dessen Drehbuch wie auch bei Joze to tora to sakana tachi von Aya Watanabe geschrieben wurde, erzählt von einer Büroangestellten, die im Haus Maison de Himiko ihres im Sterben liegenden Vaters, einer ehemaligen Drag Queen, als Hausmädchen arbeiten soll. Das Drama Touch nach der gleichnamigen Manga-Serie von Mitsuru Adachi aus den 1980er-Jahren wurde zu Inudōs bislang größten kommerziellen Erfolg; in Japan spielte der Film 1,2 Milliarden Yen ein und war dort in der Rangliste der 25 erfolgreichsten heimischen Filme des Jahres 2005 vertreten. In Touch geht es um jugendliche Zwillingsbrüder, die seit ihrer Kindheit mit ihrer attraktiven, gleichaltrigen Nachbarin befreundet sind.
2007 folgten Kiiroi namida, das, nach einem Drehbuch des Manga-Zeichners Shinji Nagashima, von vier jungen Männern erzählt, die bei dem Versuch, ihren Traumberuf ausüben zu können, scheitern, sowie das Drama Bizan, das für mehrere Japanese Academy Awards nominiert war. Bizan handelt von einer Frau, die in ihr Elternhaus zurückkehrt, weil ihre Mutter auf dem Sterbebett liegt, und dabei herausfindet, dass ihr totgeglaubter Vater, den sie nie getroffen hat, noch am Leben ist.

## Filmografie

### Regie
- 1979: Kibun wo kaete? (気分を変えて?) (Kurzfilm)
- 1982: Midnight Drive-in Theater (ミッドナイト・ドライブイン・シアター)
- 1982: Akasuika ki suika (赤すいか黄すいか)
- 1993: Kingyo no isshō (金魚の一生) (Kurzfilm)
- 1993: Nanimokamo hyakukaimo iwareta koto (何もかも百回もいわれたこと)
- 1995: Futari ga shabetteru. (二人が喋ってる)
- 2000: Kinpatsu no Sōgen (金髪の草原)
- 2003: Joze to tora to sakana tachi (ジョゼと虎と魚たち)
- 2004: Shinibana (死に花)
- 2005: Inu no eiga (いぬのえいが)
- 2005: Touch (タッチ tatchi)
- 2005: Mezon do Himiko (メゾン・ド・ヒミコ)
- 2007: Kiiroi namida (黄色い涙)
- 2007: Bizan (眉山)
- 2008: Gūgū Datte Neko de aru (グーグーだって猫である)
- 2009: Zero Focus (ゼロの焦点)
- 2012: The Floating Castle (のぼうの城, Nobō no Shiro, gemeinsam mit Higuchi Shinji)
- 2014: Miracle Debikuro-kun no Koi to Mahō (MIRACLEデビクロくんの恋と魔法)

### Drehbuch
- 1979: Kibun wo kaete? (気分を変えて?)
- 1982: Akasuika ki suika (赤すいか黄すいか)
- 1993: Kingyo no isshō (金魚の一生)
- 1995: Futari ga shabetteru. (二人が喋ってる)
- 1999: Ōsaka Monogatari (大阪物語)
- 1999: Dreammaker (ドリームメーカー)
- 2000: Kinpatsu no sōgen (金髪の草原)
- 2002: Yomigaeri (黄泉がえり)